# Vauxhall Bridge
Vauxhall Bridge je ocelový most přes řeku Temži v Londýně mezi Lambeth Bridge a Grosvenor Bridge.
Na severním konci mostu se na severovýchodě ve Westminsteru nachází Tate Britain a Millbank Tower a na severozápadě ve čtvrti Pimlico stanice metra Pimlico. Poblíž jižního konce mostu se nachází stanice metra Vauxhall a centrála MI6. Na východ od něj se rozkládá čtvrť Kensington, na jihovýchod Vauxhall a na jihozápad Nine Elms.
Řeka Effra, jeden z mnoha podzemních přítoků Temže, se do ní vlévá bezprostředně na východ od jižního konce mostu.

## Historie
Autorem návrhu současného mostu byl Alexander Binnie. Most byl dokončen roku 1906 a otevřen 26. května. Byl prvním mostem v Londýně, přes který jezdily tramvaje. Most je dlouhý 245 m a je široký 24 m. Obsahuje pět ocelových oblouků usazených na žulových pilířích. Největší zajímavostí jsou bronzové ženské sochy, oslavující umění a vědu, postavené na jeho bocích.
Původní most (Regent's Bridge) se skládal z devíti litinových oblouků a jeho autorem byl James Walker. Byl otevřen roku 1816 a za jeho průjezd bylo vybíráno mýtné. Tento most byl prvním železným mostem přes Temži v Londýně. Přílivové vlny postupem doby podemlely pilíře mostu. Roku 1898 byl přes řeku postaven přechodně dřevěný most a původní konstrukce byla demontována. Stavba nového mostu však byla zahájena až roku 1904.